# Futbol'nyj Klub Tom' 2019-2020
Questa voce contiene dati e statistiche per la stagione 2019-2020 del Tom' Tomsk.

## Stagione
Il campionato fu interrotto a marzo 2020 a causa della Pandemia di COVID-19, con la squadra classificata al nono posto.

## Maglie
| Manica sinistra · Manica sinistra · Maglietta · Maglietta · Manica destra · Manica destra · Pantaloncini · Pantaloncini · Calzettoni | Manica sinistra · Manica sinistra · Maglietta · Maglietta · Manica destra · Manica destra · Pantaloncini · Pantaloncini · Calzettoni |

## Rosa
| N. |                   | Ruolo | Calciatore      |
| -- | ----------------- | ----- | --------------- |
| 1  | Russia (bandiera) | P     | Denis Vavilin   |
| 3  | Russia (bandiera) | D     | Ismail Ediyev   |
| 4  | Russia (bandiera) | D     | Aydar Lisinkov  |
| 7  | Russia (bandiera) | C     | Dmitrij Sasin   |
| 8  | Russia (bandiera) | D     | Ivan Andreyev   |
| 9  | Russia (bandiera) | A     | Maksim Zhitnev  |
| 10 | Russia (bandiera) | C     | Maksim Kazankov |
| 11 | Russia (bandiera) | A     | Islam Tlupov    |
| 13 | Russia (bandiera) | C     | Oleg Leonov     |
| 18 | Russia (bandiera) | C     | Oleg Šalaev     |
| 19 | Russia (bandiera) | C     | Denis Talalay   |
| 21 | Russia (bandiera) | C     | Pavel Kireyenko |

| N. |                   | Ruolo | Calciatore          |
| -- | ----------------- | ----- | ------------------- |
| 22 | Russia (bandiera) | D     | Ilya Shurygin       |
| 23 | Russia (bandiera) | D     | Daniil Penchikov    |
| 24 | Russia (bandiera) | D     | Nikita Kakkoev      |
| 25 | Russia (bandiera) | C     | Aleksandr Sakovich  |
| 29 | Russia (bandiera) | D     | Aleksandr Gorbatyuk |
| 30 | Russia (bandiera) | P     | Arsen Siukayev      |
| 39 | Russia (bandiera) | D     | Vasili Zapryagayev  |
| 63 | Russia (bandiera) | P     | Nikita Zubchikhin   |
| 93 | Russia (bandiera) | C     | Vitali Kalenkovich  |
| 98 | Russia (bandiera) | C     | Dmitri Pletnev      |
|    | Russia (bandiera) | A     | Aleksej Gasilin     |

## Risultati

### Campionato
| Nižnij Novgorod 7 luglio 2019, ore 15:00 1ª giornata | Nižnij Novgorod | 0 – 2 referto | Tom' Tomsk | Stadio Nižnij Novgorod (8 229 spett.) |

| Tomsk 13 luglio 2019, ore 15:00 2ª giornata | Tom' Tomsk | 2 – 0 referto | Armavir | Trud Stadium (4 000 spett.) |

| Vladivostok 20 luglio 2019, ore 10:00 3ª giornata | Luč Vladivostok | 1 – 1 referto | Tom' Tomsk | Stadio Dinamo (2 500 spett.) |

| Tomsk 24 luglio 2019, ore 15:00 4ª giornata | Tom' Tomsk | 2 – 0 referto | Avangard Kursk | Trud Stadium (3 800 spett.) |

| Tomsk 28 luglio 2019, ore 15:00 5ª giornata | Tom' Tomsk | 2 – 1 referto | Tekstilščik Ivanovo | Trud Stadium (4 500 spett.) |

| Tomsk 3 agosto 2019, ore 15:00 6ª giornata | Tom' Tomsk | 0 – 0 referto | Enisej | Trud Stadium (4 050 spett.) |

| Tomsk 10 agosto 2019, ore 15:00 7ª giornata | Tom' Tomsk | 0 – 1 referto | Rotor | Trud Stadium (4 100 spett.) |

| Tomsk 14 agosto 2019, ore 15:00 8ª giornata | Tom' Tomsk | 0 – 0 referto | Chimki | Trud Stadium (4 037 spett.) |

| Krasnodar 18 agosto 2019, ore 19:00 9ª giornata | Krasnodar-2 | 0 – 1 referto | Tom' Tomsk | Stadion CPR FK Krasnodar (628 spett.) |

| Mosca 25 agosto 2019, ore 14:00 10ª giornata | Čertanovo | 1 – 1 referto | Tom' Tomsk | (1 200 spett.) |

| Tomsk 31 agosto 2019, ore 15:00 11ª giornata | Tom' Tomsk | 0 – 1 referto | Neftechimik | Trud Stadium (3 550 spett.) |

| Jaroslavl' 7 settembre 2019, ore 15:00 12ª giornata | Šinnik | 2 – 1 referto | Tom' Tomsk | Stadio Šinnik (2 100 spett.) |

| Tomsk 14 settembre 2019, ore 14:00 13ª giornata | Tom' Tomsk | 2 – 2 referto | Spartak-2 Mosca | Trud Stadium (2 000 spett.) |

| Mosca 21 settembre 2019, ore 17:00 14ª giornata | Torpedo Mosca | 2 – 1 referto | Tom' Tomsk | Stadio Ėduard Strel'cov (1 600 spett.) |

| Tomsk 29 settembre 2019, ore 13:00 15ª giornata | Tom' Tomsk | 3 – 1 referto | Čajka Pesčanopskoe | Trud Stadium (2 300 spett.) |

| Voronež 5 ottobre 2019, ore 17:00 16ª giornata | Fakel Voronež | 0 – 0 referto | Tom' Tomsk | Stadio Centrale (1 253 spett.) |

| Tomsk 12 ottobre 2019, ore 12:00 17ª giornata | Tom' Tomsk | 0 – 0 referto | Baltika | Trud Stadium (2 350 spett.) |

| Chabarovsk 19 ottobre 2019, ore 09:00 18ª giornata | SKA-Chabarovsk | 1 – 1 referto | Tom' Tomsk | Stadio Lenin (00 Хабаровск Стадион СКА ДВО им. В.И. Ленина spett.) |

| Tomsk 23 ottobre 2019, ore 14:30 19ª giornata | Tom' Tomsk | 2 – 0 referto | Mordovija | Trud Stadium (1 200 spett.) |

| Armavir 27 ottobre 2019, ore 17:00 20ª giornata | Armavir | 1 – 1 referto | Tom' Tomsk | Stadio Junost' (2 735 spett.) |

| Tomsk 3 novembre 2019, ore 12:00 21ª giornata | Tom' Tomsk | 4 – 0 referto | Luč Vladivostok | Trud Stadium (1 500 spett.) |

| Kursk 9 novembre 2019, ore 15:00 22ª giornata | Avangard Kursk | 3 – 2 referto | Tom' Tomsk | Stadio Trudovye rezervy (1 920 spett.) |

| Ivanovo 13 novembre 2019, ore 18:30 23ª giornata | Tekstilščik Ivanovo | 0 – 2 referto | Tom' Tomsk | Stadio Tekstil'ščik (1 456 spett.) |

| Krasnojarsk 17 novembre 2019, ore 12:00 24ª giornata | Enisej | 3 – 0 referto | Tom' Tomsk | Stadio Centrale (2 392 spett.) |

| Volgograd 23 novembre 2019, ore 15:00 25ª giornata | Rotor | 2 – 0 referto | Tom' Tomsk | Volgograd Arena (7 033 spett.) |

| Chimki 9 marzo 2020, ore 14:00 26ª giornata | Chimki | 3 – 0 referto | Tom' Tomsk | Arena Chimki (1 230 spett.) |

| Tomsk 15 marzo 2020, ore 11:00 27ª giornata | Tom' Tomsk | 2 – 1 referto | Krasnodar-2 | Trud Stadium (1 836 spett.) |

### Coppa di Russia
| Omsk 3 settembre 2019, ore 16:00 Quarto turno | Irtyš Omsk | 0 – 2 referto | Tom' Tomsk | Stadio Krasnaja Zvezda (2 900 spett.) |

| Tomsk 25 settembre 2019, ore 15:00 Sedicesimi di finale | Tom' Tomsk | 4 – 0 referto | Tambov | Trud Stadium (2 400 spett.) |

| San Pietroburgo 30 ottobre 2019, ore 20:00 Ottavi di finale | Zenit San Pietroburgo | 4 – 0 referto | Tom' Tomsk | Stadio San Pietroburgo (38 642 spett.) |